# Култ към личността
„Култ към личността“ възниква, когато даден индивид използва масмедиите, пропаганда или други методи, за да създаде идеализиран или героичен публичен образ, често чрез безвъпросно ласкателство и венцехваление.  Култовете към личността са обикновено асоциирани с диктаторските режими. Социологът Макс Вебер развива трипартитната класификация на властта, като култът към личността според Вебер е паралелен на това, което той нарича „харизматична власт“.
Исторически това е израз, въведен от Никита Хрушчов, когато той описва управлението на Сталин в своя доклад от 25 февруари 1956 г., но феноменът съществува от много години преди това на различни нива. Терминът бързо става популярен и се утвърждава в епохата на Студената война, Във въпросния документ съветският лидер разобличава Сталиновите престъпления спрямо народа и Партията, като го обвинява главно в това, че се е самозабравил и приживе, със средствата на властта си, се е превърнал в идол за масите, концентрирайки всички обществени структури около собственото си его. Характерно е, че не се употребява изразът „култ към личността на Сталин“, а само „култ към личността“.
Като се позовава на схващанията на Маркс и Енгелс относно ролята на личността, Хрушчов казва:
| „ | Култът към личността придоби чудовищни размери главно поради факта, че Сталин всячески поощряваше възвеличаването на своята персона... Една от най-характерните прояви на самовъзхвала и отсъствие на елементарна скромност у Сталин бе неговата „Кратка биография“, публикувана през 1948 година. Тази книга е образец за обожествяването на човек, превръщането му в непогрешим мъдрец, най-велик вожд и несравним пълководец на всички времена и народи | “ |

„Великите водачи“ са феномен, свързан с тоталитарните режими. За тях са характерни неограничена политическа и военна власт, и усилена пропагандна дейност в тяхна полза (портрети с лика им, паметници, банкноти, медали и всякакви други почти религиозни изрази на преданост). „Великите водачи“ се титулуват „Вожд и учител“ „Баща на народите“ „Баща на нацията“ и подобни. Освен Сталин, обект на подобно отношение стават диктатори като Хитлер, Ким Ир Сен, Йосип Броз Тито и Мао Дзедун. В нацистка Германия Хитлер е фюрер (на немски: Führer), във фашистка Италия Мусолини е дуче (на италиански: Duce), във франкистка Испания Франко е каудильо (на испански: Caudillo) – все думи за „водач“, „лидер“.

## България
В Народна република България комунистическият лидер, „Вожда и учителя на българския народ“ Георги Димитров представлява подобен пример. Докато управлява държавата, изгражда култа на своята личност като спасител, вожд и учител. След смъртта му неговото тяло се балсамира и съхранява в мавзолей до 1990 година. Град Димитровград носи неговото име от създаването си до днес, Перник е временно прекръстен на Димитрово по същата причина. Връх Мусала и град Варна също са прекръщавани – на Сталин – за кратки периоди от време.
Сходни култове, но подчинени на този към Димитров, съществуват и спрямо Димитър Благоев и Васил Коларов. Те често са изобразявани заедно на плакати. Благоевград носи и до днес името на Благоев, а през периода 1950 – 1966 г. град Шумен се е казвал Коларовград. След смъртта на Димитров и Коларов новият генерален секретар на Българската комунистическа партия, Вълко Червенков налага култ и към своята личност, който след смъртта на Сталин беше много критикуван.
Следвайки политиката на КПСС, култът към личността е отречен на Априлския пленум през 1956 г. Въпреки това, впоследствие се развиват многобройни, макар и по-умерени форми на култ към личностите от семейството на Тодор Живков, държавен и партиен ръководител от въпросната година до промените през 1989-а. Особено любопитни са не толкова тези, посветени на него и съпругата му Мара Малеева, колкото свързаните с дъщеря им, Людмила Живкова. Образът, който тя гради, е на просветената и културна водачка на нацията – неслучайно Националният дворец на културата и Националната галерия за чуждестранно изкуство в София са наименувани с нейното име.

## Други култове
Исторически първият култ към личността е към древноегипетския фараон Ехнатон. Въпреки че тогава терминът не е съществувал, Ехнатон прокламира себе си за бог и въвежда култ към бога, т.е. себе си.
Крайно театрален е култът, който първият римски император, Октавиан Август, изгражда около своята особа. Освен административната и военната власт, той си присвоява позицията на върховен жрец (pontifex maximus) и званието „баща на отечеството“ (pater patriae). В негова чест се издигат храмове, на всеки пет години жреците и консулите задължително отправят тържествени молебени за личното му благоденствие и пр.
В империята на Александър Македонски, култът към личността му е бил повсеместен. В много от завоюваните територии е имало градове с име Александрия, въпреки че в историята е останал един.
Югославия след Втората световна война се управлява от Йосип Броз Тито, който създава култ към себе си по примера на Сталин, независимо от това, че страната за кратко се откъсва от сферата на съветското влияние именно по това време, но се завръща през 60-те години. През 1980 г. Тито умира, но култът към него продължава и след смъртта му. През 1986 г. на власт в Сърбия и на практика в Югославия идва Слободан Милошевич – Председател на Председателството на ЦК на Съюза на комунистите на Сърбия и Член на Председателството на ЦК на Съюза на комунистите на Югославия. Култът към Милошевич се развива в огромни размери – в някои случаи по големи от тези към Тито, а след промените и разпада на СФР Югославия през 1991 г. култа към Слободан Милошевич се запазва в Сърбия и Съюзна република Югославия до окончателното му падане от власт през 2000 г. Милошевич в общи линии подкрепя румънският модел на култа към неговия политически съюзник от Румъния Николае Чаушеску като подобно на ситуацията в Румъния и в Югославия съпругата на Милошевич Миряна Маркович контролира култа към съпруга си и изгражда и свой култ.
В Румъния диктаторът Николае Чаушеску управлява 24 години не без помощта на персонален култ, контролиран от съпругата му Елена.
В Ирак бившият пълновластен управник Саддам Хюсеин поддържа подобна политика до падането си от власт през 2003 година.
В Албания Енвер Ходжа е дългогодишен авторитарен ръководител на страната от края на Втората световна война до смъртта си през 1985. Той е първи секретар на Албанската комунистическа партия на труда. По време на авторитарното му управление страната изпада в абсолютна международна изолация, изостава силно във всяко едно отношение на стопанството, науката и обществения живот. Енвер Ходжа задейства мощен пропаганден апарат, който убеждава хората, че те изграждат уникално преуспяващ строй и че това неминуемо ще доведе до опити от другите държави за унищожаването на Албания. Той издава директива за изграждането във всяко селище и място на работа на противоатомни бункери и дълги отбранителни линии с дълбоки траншеи. За няколко години Албания е покрита с над 700 000 бетонни бункера, които наподобяват гъби, множество отбранителни съоръжения. Целта е в бункерите да има място за цялото население на Албания и те винаги да се поддържат снабдени с провизии за месеци живот в тях. Тази лудост коства доста лишения на албанския народ. Практически бункерите са неизползваеми за нищо в мирно време, а е и съмнителна пригодността им в случай на ядрена война срещу Албания.
В цялата страна са разлепени негови портрети, издигнати са масивни паметници, редица обекти са кръстени на него. Той се превръща в абсолют в държавата. Дори телевизията предава единствено само за него, обикновените албанци нямат възможност за подобен лукс. Парадоксален е и фактът, че Албания – страна с огромни количества естествен асфалт, има едва няколко десетки километра асфалтирани пътища – от президентския дворец до летището.
В Туркменистан доживотен президент е Сапармурад Ниязов. Неговият образ е поставен навсякъде в страната – от медиите до етикетите на бутилките с водка. Логото на туркменската национална телевизия е неговият профил. Двете книги, които той е написал, се изучават задължително в училищата и са настолно четиво в авто-клубовете, в обществените институции и по домовете. Институция, която не може да носи името му, се нарича на името на неговата майка. Всички сайтове трябва да имат лика на Туркменбаши. Огромна позлатена статуя, висока 15 метра, стои на подвижен пиедестал, за да може винаги де е обърнат с лице към слънцето, и така да огрява със светлина столицата. Както всички диктатори, и Ниязов е доста нисък, има ръст едва 150 см. Ниязов е написал нов туркменски химн – ода за себе си.

## Съвременни култове
Понастоящем култ към личността съществува в страни като Туркменистан, Куба и Северна Корея спрямо техните лидери Сапармурад Ниязов („Вечен президент“), Фидел Кастро (от 1959 г. първи човек на правителството, партията и военните сили на Куба) и Ким Чен Ун (от 2011 г.). В рамките на много по-абстрактната и обширна световна левичарска общност един от най-трайните фетиши продължава да бъде Че Гевара.
В най-общ смисъл за „култ към личността“ в съвремието се смята и засиленото медийно внимание към поп-звезди или спортисти, въпреки че оригиналната идея предполага не спонтанно, а системно налагано отгоре и чрез средствата на политическата власт „обожествяване“ сред масите.
Сред иконите на 20 век сп. „Тайм“ нарежда личности като Пеле, Брус Ли, Мерилин Монро, Мохамед Али, Лейди Ди. Сред героите на столетието са също майка Тереза, Андрей Сахаров и Чарлз Линдберг, което показва, че съвременната „култовост“ вече не е със задължително негативна окраска.